# María Cristina Salmorán de Tamayo
María Cristina Salmorán (Oaxaca de Juárez, Oaxaca; 10 de agosto de 1918-Ciudad de México, 1 de febrero de 1993) fue una jurista y profesora mexicana, especializada en derecho del trabajo. Fue la primera mujer ser presidenta de la Junta Federal de Conciliación y Arbitraje y la primera en ser ministra de la Suprema Corte de Justicia de la Nación, cargo que ocupó de 1961 a 1986.
También es la madre del filósofo del derecho Rolando Tamayo y Salmorán.

## Biografía
Realizó sus estudios de primaria en su ciudad natal, después se trasladó a la Ciudad de México y continuó sus estudios de secundaria y bachillerato en la Escuela Secundaria Pública Número 8 y en la Escuela Nacional Preparatoria, respectivamente.
Su titulación, en el año de 1945, se dio luego de la exposición de la tesis titulada "La condición de las mujeres en el Derecho del Trabajo".  En la Facultad de Derecho de la Universidad Nacional Autónoma de México, en donde hizo también sus estudios del doctorado durante los años de 1951 y 1953.
En el año de 1952 fue becada por la Organización Internacional del Trabajo para realizar en Francia estudios de especialización en materia laboral.
Fue maestra fundadora de la Escuela Nacional Preparatoria Número 5, catedrática en la Escuela Superior de Comercio y Administración del Instituto Politécnico Nacional, así como en la Facultad de Derecho de la Universidad Nacional Autónoma de México y la Escuela Nacional Preparatoria.

### Ministra de la SCJN
Tras casi ciento cuarenta años de vida independiente, no fue hasta 1953 que se otorgó el derecho al voto para las mujeres mexicanas. El 16 de mayo de 1961, fue nombrada ministra de la Suprema Corte de Justicia de la Nación (SCJN) por el presidente Adolfo López Mateos.
Aunado al marco de escepticismo, la ministra asumió su cargo entre bromas sexistas y comentarios tales como: "ya no podrá sesionar el Pleno de la Corte, siempre les faltará un miembro" o que el órgano judicial se había convertido en la "Suprema Corte y Confección". 
Dentro de su labor como integrante del máximo tribunal de constitucionalidad, en su ponencia fueron desarrollados diversos criterios en materias tales como la obligación de pagar el salario mínimo, aun si el trabajador no cubre la jornada máxima, hasta aspectos que serían objeto de tutela por la legislación nacional muchos años después, como el outsourcing.
Se retiró de la SCJN el 16 de febrero de 1986. Desde entonces, la biblioteca de la Suprema Corte de Justicia de la Nación lleva su nombre como homenaje a su trayectoria.
A lo largo de su trayectoria laboral se desempeñó como actuaria, secretaria de audiencias, secretaria de acuerdos, dictaminadora, auxiliar titular, presidenta sustituta de Juntas Especiales y presidenta de la Junta Federal de Conciliación y Arbitraje. Presidió la Delegación de México en diversas Conferencias de la Organización Internacional del Trabajo (OIT), recibiendo distinciones académicas y honores por sus altos méritos como jurista e intelectual.
También dictó numerosas conferencias sobre temas laborales y constitucionales en diversas asociaciones y organismos, y también sobre el trabajo de los menores, en el entonces Instituto Nacional de Protección a la Infancia.
Desde el mes de enero y el 8 de marzo de 2016, la Suprema Corte de Justicia y el Comité Interinstitucional de Igualdad de Género, hacen patente su reconocimiento a las mujeres juzgadoras de excelencia con la entrega de la medalla María Cristina Salmorán de Tamayo.

## Reconocimientos
Premio Nacional de Derecho del Trabajo en 1984.